# من برده نیستم
من برده نیستم (به تامیلی: Naan Adimai Illai) فیلمی محصول سال ۱۹۸۶ و به کارگردانی دواراکیش است. در این فیلم بازیگرانی همچون راجینیکانت، سری دوی، گیریش کارناد ایفای نقش کرده‌اند.